# Naturschutzgebiet 'Auwald bei Westheim'
Naturschutzgebiet 'Auwald bei Westheim' este o arie protejată (arie specială de conservare — SAC, sit de importanță comunitară — SCI) din Germania întinsă pe o suprafață de 49,96 ha, integral pe uscat.

## Localizare
Centrul sitului Naturschutzgebiet 'Auwald bei Westheim' este situat la coordonatele 48°59′37″N 10°38′23″E / 48.9936°N 10.6397°E.

## Înființare
Situl Naturschutzgebiet 'Auwald bei Westheim' a fost declarat sit de importanță comunitară în martie 2001 pentru a proteja 1 specie de animale. Situl a fost protejat și ca arie specială de conservare în aprilie 2016.

## Biodiversitate
Situată în ecoregiunea continentală, aria protejată conține 2 habitate naturale: Păduri de stejar sau de stejar și carpen sub-atlantice și medio-europene de Carpinion betuli, Păduri aluvionare cu Alnus glutinosa și Fraxinus excelsior (Alno-Padion, Alnion incanae, Salicion albae).
La baza desemnării sitului se află o specie protejată de  păsări: gaia roșie (Milvus milvus).